# 墨西哥蒂華納聖殿
墨西哥蒂華納聖殿是耶穌基督後期聖徒教會在墨西哥蒂華納的一座聖殿。  这座聖殿于 2015 年完工，當時教會總會會長多馬·孟蓀 (Thomas S. Monson)于 2010 年 10 月 2 日在教會半年度總會大會中宣布了建造聖殿的意图。 它是墨西哥建造的第十三座聖殿。

## 庙址及发展
墨西哥蒂華納聖殿建于帝華納東南部。

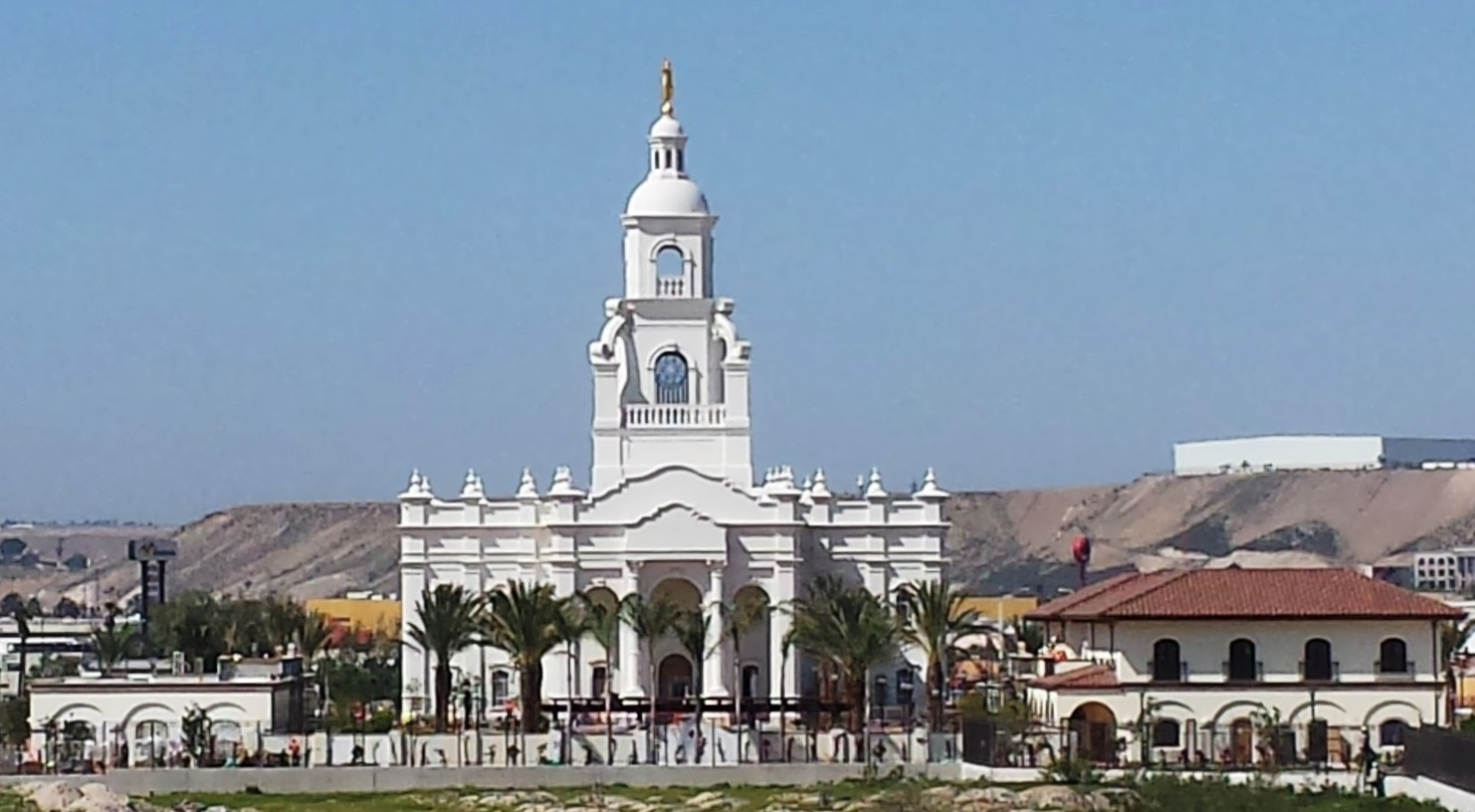
墨西哥蒂華納聖殿的建设接近完成

奠基仪式于 2012 年 8 月 18 日举行， 由班傑明·歐斯長老 （Benjamín De Hoyos）主持。  公共开放日于 2015 年 11 月 13 日至 28 日举行，（周日除外）。 2015 年 12 月 13 日， 迪特·鄔希鐸長老 （Dieter F. Uchtdorf）正式奉獻聖殿。在奉献之后，前教会總會大會會長戈登·興格萊 （Gordon B. Hinckley） 的儿子克拉克·興格萊 （Clark B. Hinckley） 担任聖殿的第一會長直到 2018 年。 
2020 年，由于 COVID-19 大流行，墨西哥蒂華納聖殿与教會的所有其他聖殿一起关闭。 